# 가센촌
가센촌(歌仙村)은 에히메현 ]오치군에 설치된 촌이다.